# یواس‌اس چیمانگ (ای‌تی-۱۸)
یواس‌اس چیمانگ (ای‌تی-۱۸) (به انگلیسی: USS Chemung (AT-18)) یک کشتی بود که طول آن ۱۲۳ فوت ۶ اینچ (۳۷٫۶۴ متر) بود. این کشتی در سال ۱۹۱۶ ساخته شد.